# Jan Gunnar Solli
Jan Gunnar Solli (ur. 19 kwietnia 1981 w Arendal) – norweski piłkarz grający na pozycji prawego pomocnika.

## Kariera klubowa
Karierę piłkarską Solli rozpoczął w małym amatorskim klubie z miasteczka Treungen. Jego pierwszym profesjonalnym klubem w karierze został Odds BK wywodzącego się z miasta Skien. W 2000 roku zadebiutował w jego barwach w pierwszej lidze norweskiej i w swoim pierwszym sezonie zaliczył pięć spotkań. W kolejnych sezonach grał już w większej liczbie meczów, a w 2002 roku dotarł z tym klubem do finału Pucharu Norwegii, który 1:0 wygrała stołeczna Vålerenga Fotball.
W połowie 2003 roku Solli odszedł z Odds BK i trafił do Rosenborga Trondheim. Tam podobnie, jak w swoim poprzednim klubie, grał w podstawowym składzie. Z Rosenborgiem wystąpił w fazie grupowej Ligi Mistrzów, a w tym samym sezonie wywalczył zarówno mistrzostwo Norwegii, jak i zdobył Puchar Norwegii. W 2004 roku obronił z Rosenborgiem tytuł mistrzowski, a kolejny zdobył w 2006 roku. Ogółem przez 3,5 roku w 85 meczach dla Rosenborga strzelił 3 gole.
16 marca 2007 Solli podpisał trzyletni kontrakt z SK Brann. Kosztował 6 milionów norweskich koron. W swoim pierwszym sezonie spędzonym w Brann osiągnął sukces, gdy po raz czwarty w karierze został mistrzem Norwegii.
| Sezon | Klub               | Kraj              | Rozgrywki           | Mecze | Bramki |
| ----- | ------------------ | ----------------- | ------------------- | ----- | ------ |
| 2000  | Odds BK            | Norwegia          | Tippeligaen         | 5     | 0      |
| 2001  | Odds BK            | Norwegia          | Tippeligaen         | 13    | 0      |
| 2002  | Odds BK            | Norwegia          | Tippeligaen         | 25    | 0      |
| 2003  | Odds BK            | Norwegia          | Tippeligaen         | 11    | 0      |
| 2003  | Rosenborg BK       | Norwegia          | Tippeligaen         | 14    | 1      |
| 2004  | Rosenborg BK       | Norwegia          | Tippeligaen         | 22    | 0      |
| 2005  | Rosenborg BK       | Norwegia          | Tippeligaen         | 25    | 0      |
| 2006  | Rosenborg BK       | Norwegia          | Tippeligaen         | 24    | 2      |
| 2007  | SK Brann           | Norwegia          | Tippeligaen         | 25    | 2      |
| 2008  | SK Brann           | Norwegia          | Tippeligaen         | 22    | 1      |
| 2009  | SK Brann           | Norwegia          | Tippeligaen         | 28    | 3      |
| 2010  | SK Brann           | Norwegia          | Tippeligaen         | 22    | 2      |
| 2011  | New York Red Bulls | Stany Zjednoczone | Major League Soccer | 31    | 0      |
| 2012  | New York Red Bulls | Stany Zjednoczone | Major League Soccer | 24    | 3      |
| 2013  | Vålerenga Fotball  | Norwegia          | Tippeligaen         | 21    | 2      |

## Kariera reprezentacyjna
W reprezentacji Norwegii Solli zadebiutował 20 sierpnia 2003 roku w zremisowanym 0:0 towarzyskim spotkaniu ze Szkocją. Od czasu debiutu stał się podstawowym zawodnikiem kadry narodowej, wraz z którą występował już w eliminacjach do Euro 2004, Mistrzostw Świata 2006 i Euro 2008. Pierwszego gola w reprezentacji zdobył 28 kwietnia 2004 w sparingu z Rosją (3:2).